# Thomas Wright (forfatter)
 Der er flere personer med dette navn, se Thomas Wright.
Thomas Wright (født 21. april 1810 i Wales, død 23. december 1877 i London) var en engelsk litteraturhistoriker og oldforsker.
Han studerede i Cambridge, hvor han fik en professorpost; denne opgav han senere og levede i London. Han var en betydelig historiker, af hvis værker kan nævnes: Biographia Britannia Literaria, 2 bind (1842—46); St. Patrick’s Purgatory (1844); Essays on the Literature, Superstitions, and History of England in the Middle Ages, 2 bind (1846); England under the House of Hannover (1848); Narrations of Magic and Sorcery, 2 bind (1851); The Celt, the Roman and the Saxon (1852); Wanderings of an Antiquary (1854); History of France, 3 bind (1856-62); Domestic Manners in England during the Middle Ages (1861); Essays on Archæological Subjects, 8 bind (1861). Desuden har han udgivet: Chaucers The Canterbury Tales, 3 bind (1847—51); Dictionary of obsolete and provincial Words, 2 bind (1856), og det efter hans død udkomne Anglo-Saxon and Old English Vocabularies, 2 bind (1884).